# 莱斯·布兰克
莱斯·布兰克（英語：Les Blank，1935年11月27日—2013年4月7日），美国纪录片导演，曾拍摄大量美国传统音乐艺术家的纪录片。

## 生平
2013年4月7日，因罹患膀胱癌于美国伯克利山的家中去世逝世。
莱斯·布兰克的儿子哈罗德·布兰克（Harrod Blank）也是一名知名的纪录片制作人。